# هارمانجوت خابرا
هارمانجوت خابرا (18 ديسمبر 1988 ببنجاب في الهند - ) هو لاعب كرة قدم هندي في مركز الوسط. شارك مع منتخب الهند تحت 17 سنة لكرة القدم ومنتخب الهند تحت 20 سنة لكرة القدم ومنتخب الهند لكرة القدم. أما مع النوادي، فقد لعب مع سبورتينغ غوا ونادي إيست بنغال ونادي تشينايين.

## وصلات خارجية
- هارمانجوت خابرا على موقع الاتحاد الدولي (مؤرشف)  (الإنجليزية)
- هارمانجوت خابرا على موقع قاعدة بيانات كرة القدم.إي يو (الإنجليزية)
- هارمانجوت خابرا على موقع Soccerway.com (الإنجليزية)
- هارمانجوت خابرا على موقع GSA (الإنجليزية)